# Hahnia thorntoni
Hahnia thorntoni är en spindelart som beskrevs av Brignoli 1982. Hahnia thorntoni ingår i släktet Hahnia och familjen panflöjtsspindlar.
Artens utbredningsområde är Hongkong (Kina). Inga underarter finns listade i Catalogue of Life.